# 小河镇 (靖边县)
小河镇，是中华人民共和国陕西省榆林市靖边县下辖的一个乡镇级行政单位。
2015年，陕西省民政厅批复同意撤销小河乡，设立小河镇。

## 行政区划
小河镇下辖以下地区：
巨浪村、红石湾村、前河村、柳湾村、林湾村、小河村和沙沟村。